# O Diário Aberto de R.
O diário aberto de R. (en español: El diario abierto de R.) es un cortometraje brasileño de 2003 escrito, dirigido y editado por Caetano Gotardo.

## Trama
La película cuenta la historia de un chico que siente un amor platónico por su compañera de clase. El personaje escribe una especie de diario en su pupitre del colegio, en el que cuenta su vida privada para que todos la vean.

## Elenco
- Fábio Lucindo como Caio
- Marco Pigossi como Rafael
- Thays Dantas como Silvia
- Gustavo Nobre como Arthur
- Lilian Blanc como Profesora

## Recepción
La película fue ganadora del taller de guion de la 13.ª Mostra Curta Cinema - Festival Internacional de Cortometrajes de Río de Janeiro, en 2003. También participó en el Festival Internacional de Cortometrajes de São Paulo en 2005.